# Pinaria
Pinaria es un género de foraminífero bentónico de la subfamilia Ellipsoidininae, de la familia Ellipsoidinidae, de la superfamilia Pleurostomelloidea, del suborden Buliminina y del orden Buliminida. Su especie tipo es Pinaria heterosculpta. Su rango cronoestratigráfico abarca el Eoceno.

## Discusión
Clasificaciones previas incluían Pinaria en la subfamilia Pleurostomellinae de la familia Pleurostomellidae, y en el suborden Rotaliina del orden Rotaliida. Clasificaciones más modernas consideran Pinaria un sinónimo posterior de Nodosarella.

## Clasificación
Pinaria incluye a la siguiente especie:
- Pinaria heterosculpta †